# Ыхракасы
Ыхракасы́ (чув. Ыхракасси) — деревня в Красноармейском муниципальном округе Чувашской Республики, до преобразования в 2021 году Красноармейского района в округ входила в состав Пикшикского сельского поселения.

## География
Расстояние до Чебоксар 46 км, до районного центра — села Красноармейское — 19 км, до железнодорожной станции 30 км.

### Административно-территориальная принадлежность
В составе Кинярской волости Чебоксарского уезда, Тинсаринской, Чувашско-Сорминской волостей Ядринского уезда, с 1 октября 1927 года — в Аликовском районе, с 1 марта 1935 года — в Ишлейском, с 30 марта 1944 года — в Моргаушском, с 23 июня 1944 года — в Красноармейском районе Чувашской АССР, с 20 декабря 1962 по 2 ноября 1965 года — в составе Цивильского района, позже — вновь в Красноармейском районе Чувашии:281.

Сельские советы: с 1 октября 1927 года — Ямайкасинский, с 14 июня 1954 года — Шупосинский, с 9 июня 1962 года — Синьяльский, с 24 мая 1978 года — Пикшикский:281.

## История
Деревня появилась в XIX — начале XX века как околоток деревни Вторая Байряшева (ныне не существует, в составе деревни Ыхракасы). Жители — до 1866 года государственные крестьяне; занимались земледелием, животноводством, отхожими промыслами. В 1930 году образован колхоз «Трудовик».

По состоянию на 1 мая 1981 года деревня Ыхракасы — в составе колхоза «Большевик»:91.

### Религия
По состоянию на 1904 год деревня Байряшева со всеми околотками — в приходе Богоявленской церкви села Большая Шатьма Ядринского уезда (церковь каменная, построена в 1826 году на средства прихожан, двухпрестольная, главный престол в честь Вознесения Господня, придел — в честь Богоявления Господня; церковь была закрыта в 1935 году, не сохранилась).

## Название
Чув. ыхра «чеснок», ыхра ути/ыхрути «дикий лук» (Федотов, ЭСЧЯ, II, 476). Вероятнее всего, в этих местах в обилии произрастали дикий лук и чеснок.— Географические названия Чувашской Республики

### Исторические и прежние названия
Верхние Ихра-касы (1859), Ирха-Касы (2-е Байряковское общество; 1897), Ихра-касы (Чувашско-Сорминская волость; 1907), Ихракасы (1917—1927).

## Население
| 1858 | 1859  | 1897  | 1906, 1907 | 1926  | 1939  | 1979  | 2002 |
| ---- | ----- | ----- | ---------- | ----- | ----- | ----- | ---- |
| 199  | ↘ 195 | ↗ 241 | ↘ 167      | ↗ 212 | ↗ 275 | ↘ 219 | ↘ 94 |

| 2010 | 2012 |
| ---- | ---- |
| 67   | ↗101 |

По данным Всероссийской переписи населения 2002 года в деревне проживали 94 человека, преобладающая национальность — чуваши (100%).

## Инфраструктура
Функционирует СХПК «Рассвет» (по состоянию на 2010 год), имеется магазин.

Улицы: Заовражная, Молкачкасы, Трошкина.